# Eriksro

Eriksro är en "inofficiell" stadsdel i södra delen av Trollhättan.
Den består till största delen av villor byggda i mitten av 1970-talet, och ingår officiellt i stadsdelarna Skoftebyn och Karlstorp.